# Trenton (Kentucky)
Trenton – miasto w Stanach Zjednoczonych, w stanie Kentucky, w hrabstwie Todd.